# Mungo Melvin

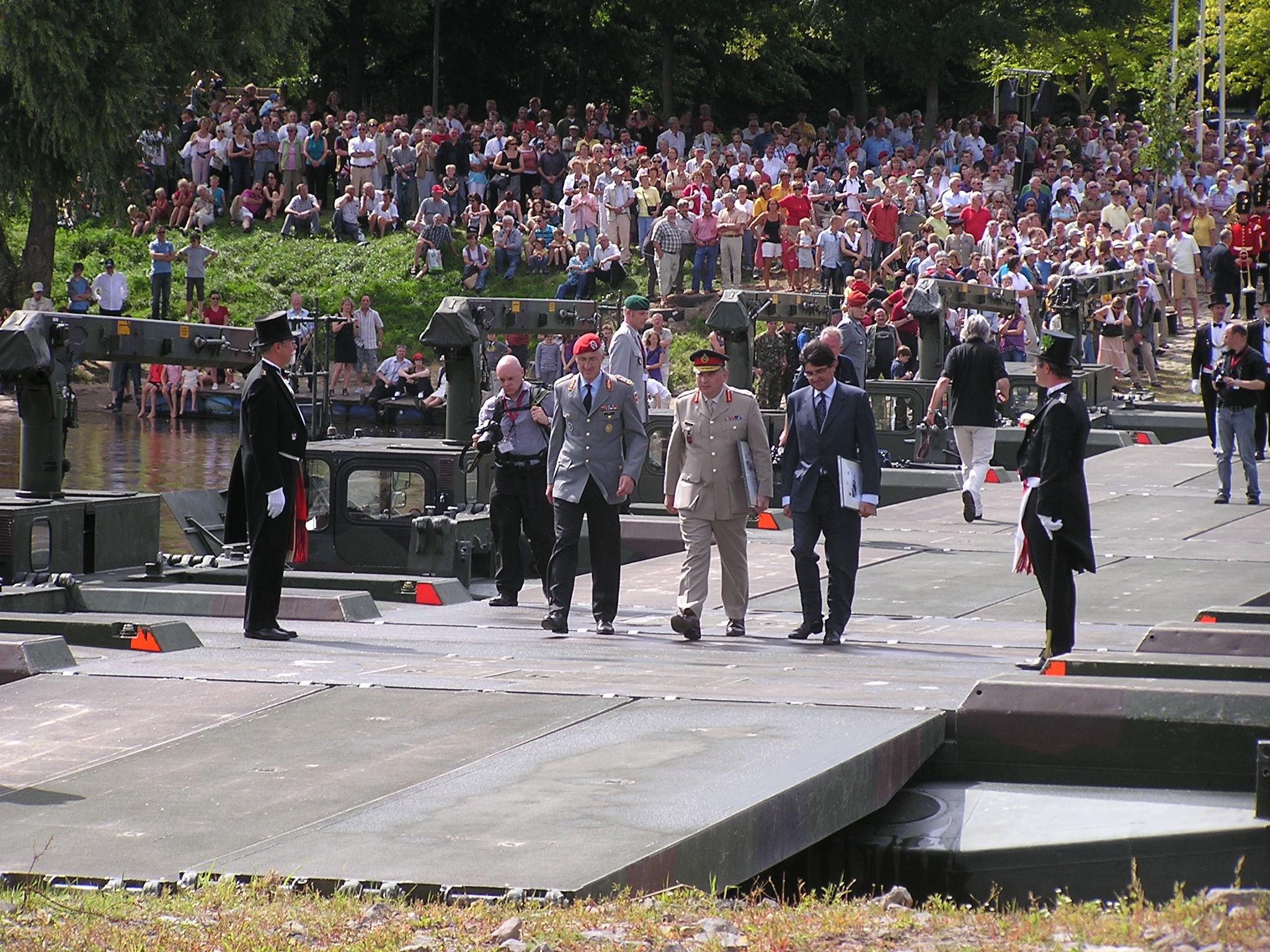
Mungo Melvin (Mitte mit Schirmmütze) 2009 beim Überschreiten der Weser

Mungo Melvin, CB, OBE (* 1955 in Edinburgh) ist ein pensionierter britischer Offizier, zuletzt Generalmajor, und Militärhistoriker.

## Leben
Mungo Melvin lernte am Stewart’s Melville College (SMC) in Edinburgh. Seit 1975 in der britischen Armee, diente er in Deutschland, Kenia und in Belize. Zudem war er in den damaligen Konfliktregionen Nord-Irland, auf dem Balkan und während des Zweiten Golfkriegs im Irak eingesetzt.
Von 1986 bis 1988 nahm er am Generalstabslehrgang an der Führungsakademie der Bundeswehr in Hamburg teil.
2006 bis 2009 führte Melvin die British Forces Germany. Zudem lehrte er am britischen Army Staff College in Camberley, dem Joint Services Command and Staff College sowie der Royal College of Defence Studies (RCDS) in London.

## Werke
Die aufgelisteten Werke sind eine unvollständige Auswahl.
- Sevastopol’s wars: Crimea from Potemkin to Putin. 2017.
- Manstein: Hitler’s greatest general. 2010.